# 구가하라역 (도쿄도)
구가하라역(일본어: 久が原駅、くがはらえき)은 일본 도쿄도 오타구에 있는 도쿄 급행 전철의 역이다. 역 번호는 IK11이다.

## 역 구조
상대식 승강장 2면 2선의 지상역이다. 휠체어용 화장실이 있고 장벽이 없는 구조이다. 개찰구는 상하행선이 따로 존재하여 개찰 내 승강장 사이로 이동이 불가능하다.
서비스 매니저 도입역으로 인해 가마타역에서 원격 감시하고 있다.

### 타는 곳
| 번호 | 노선        | 방향 | 행선                                    |
| ---- | ----------- | ---- | --------------------------------------- |
| 1    | 이케가미 선 | 하행 | 이케가미・가마타 방면                   |
| 2    | 이케가미 선 | 상행 | 유키가야오쓰카・하타노다이・고탄다 방면 |

## 역 주변
고급 주택가로 유명한 영역은 역에서 동쪽에 위치한다.
- 오타 구립 히가시초후 제3 초등학교
- 오타 구립 오모리 제7 중학교
- 오타 구립 구가하라 초등학교
- 오타 구청 우노키 특별 출장소・구가하라 특별 출장소
- 오타 미나미쿠가하라 우체국
- 서밋 스토어
- 하쿠산 신사

## 역사
- 1923년 5월 4일: 이케가미 전기철도 스에히로역으로 영업 개시.
- 1928년 4월 13일: 히가시초후역으로 역명 변경.
- 1936년 1월 1일: 구가하라 역(일본어: 久ヶ原駅)으로 역명 변경.
- 1966년 1월 20일: 구가하라 역(일본어: 久が原駅)으로 역명 변경.

## 사진

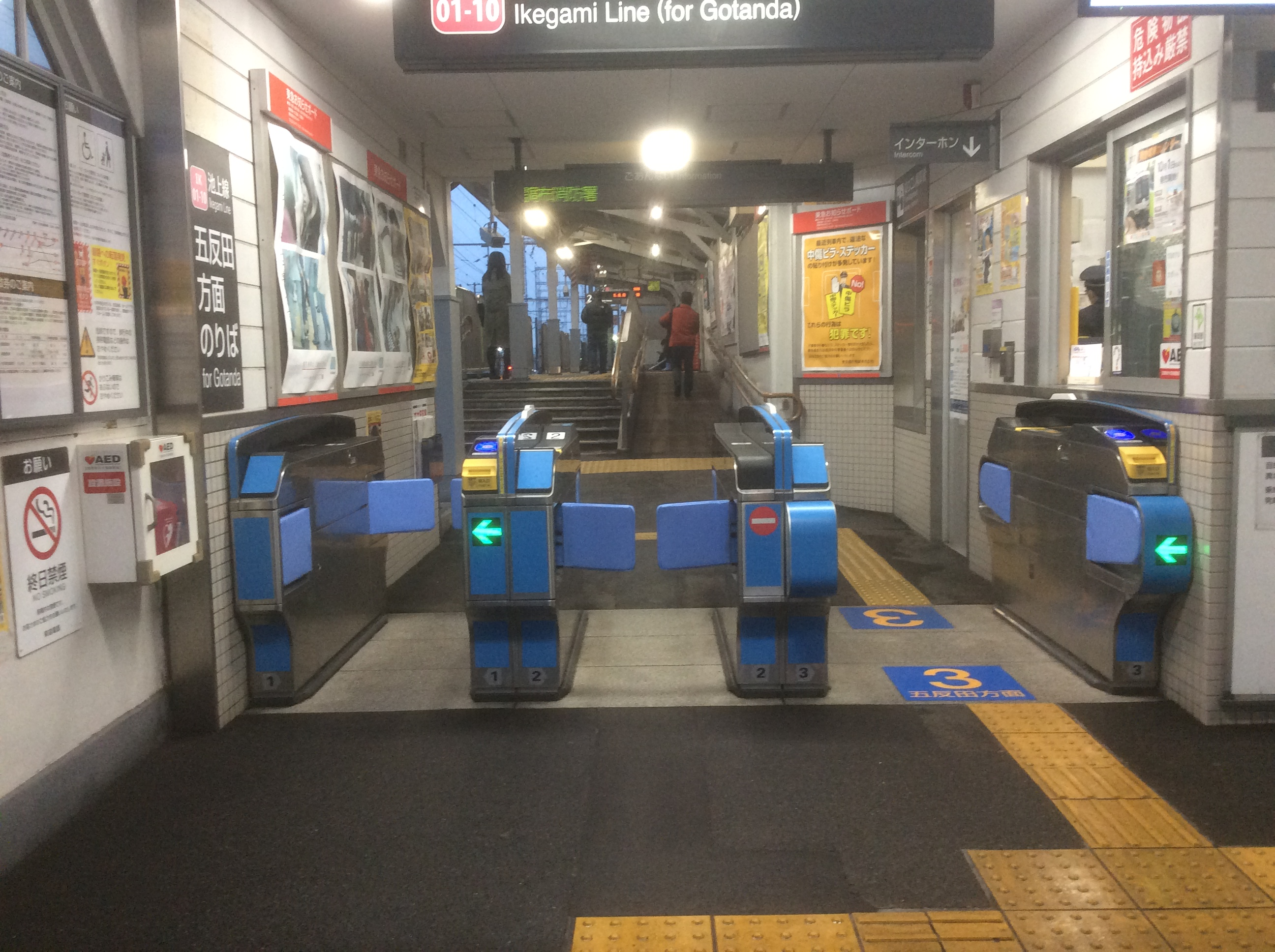
개찰구

## 인접역
| 도쿄 급행 전철 이케가미 선 | 도쿄 급행 전철 이케가미 선 | 도쿄 급행 전철 이케가미 선 |
| -------------------------- | -------------------------- | -------------------------- |
| IK 10 온타케산 고탄다 방면 |                            | 지도리초 IK 12 가마타 방면 |